# Rin!
Rin! (凛！?) es una serie de manga de género yaoi escrita por Satoru Kannagi e ilustrada por Yukine Honami. Fue serializada por la editorial Tokuma Shoten desde el 12 de diciembre de 2002 al 25 de octubre de 2004, finalizando con un total de tres volúmenes. En Estados Unidos, ha sido licenciada por Digital Manga Publishing, quien publicó la serie entre el 25 de octubre de 2006 y el 25 de abril de 2007. En Alemania, ha sido publicada por Carlsen Verlag.

## Argumento
Katsura Kobayakawa es un joven que ha sufrido desde su infancia ataques extremos de ansiedad que solo pueden ser calmados mediante un abrazo de su amigo, Sō. Pero, ¿cuáles son realmente los sentimientos de Sō con respecto a esto? ¿Le avergüenza o hay algo más oculto detrás de su disposición hacia Katsura?

## Personajes
Katsura Kobayakawa (小林川 桂 Kobayakawa Katsura?)
El protagonista principal de la historia. Es un estudiante de segundo año de secundaria con una posición de 2-dan en arquería. Katsura lidia con inusuales momentos de ansiedad que solo puede ser calmados por un abrazo de Sō, su mejor amigo.
Sō Shibata (柴田 ソ Shibata Sō?)
Es el vicepresidente del club arquería y mejor amigo de Katsura. Sou es el "arma secreta" de Katsura, debido a que al recibir un abrazo de su parte éste logra calmarse y su ansiedad disminuye. Su forma de tiro con arco es muy libre y flexible.
Yamato Kobayakawa (小林川 大和 Kobayakawa Yamato?)
Es el presidente del club de arquería y el hermano mayor de Katsura. Su estilo de tiro con arco es fuerte y rígido, debido a su extenso entrenamiento físico y mental. Es amigo de Sō y se preocupa profundamente por el bienestar de su hermano menor, Katsura.

## Recepción
Patricia Beard de Mania.com comentó que los diseños de los personajes le parecieron "demasiado jóvenes", y consideró que el segundo volumen fue solo "algo para leer mientras veía las maravillosas ilustraciones de Honami". Beard también sostuvo que el tercer y último volumen fue "inconexo" en su narrativa. Holly Ellingwood de ActiveAnime, ha dicho que disfrutó de "la metáfora de la arquería con respecto a la vida y el amor", comentando que le había prestado a la obra "una mayor profundidad espiritual". Sylvia Einenkel de Animepro describió la obra como "inolvidable".